# Andinoacara stalsbergi
Andinoacara stalsbergi är en fiskart som beskrevs av Musilová, Schindler och Wolfgang Staeck 2009. Andinoacara stalsbergi ingår i släktet Andinoacara och familjen Cichlidae. Inga underarter finns listade i Catalogue of Life.